# Bythiospeum gloriae
Bythiospeum gloriae é uma espécie de molusco pertencente à família Hydrobiidae.
A autoridade científica da espécie é Rolán & Martínez-Ortí, tendo sido descrita no ano de 2003.
Trata-se de uma espécie presente no território português, incluindo a zona económica exclusiva.